# Snowden (film)
Pour les articles homonymes, voir Snowden.
Pour plus de détails, voir Fiche technique et Distribution.
Snowden est un film germano-franco-américain réalisé par Oliver Stone, sorti en 2016.
Il revient sur les révélations faites par Edward Snowden sur la collecte illégale d'informations par la NSA sous prétexte de lutte antiterroriste.

## Synopsis
Le jeune Edward Snowden réalise son rêve en intégrant les équipes de la CIA puis de la NSA. Il découvre ainsi les dérives de la cyber-surveillance. En juin 2013, il divulgue des informations classifiées concernant les systèmes d'écoute de la seconde agence. Caché dans un hôtel de Hong Kong, il raconte alors son parcours à la réalisatrice Laura Poitras et au journaliste et blogueur Glenn Greenwald.

## Fiche technique
Sauf indication contraire, les informations mentionnées dans cette section peuvent être confirmées par la base de données cinématographiques IMDb,  présente dans la section « Liens externes ».
- Titre original : Snowden
- Réalisation : Oliver Stone
- Scénario :Oliver Stone, d'après les livres The Snowden Files (en) de Luke Harding et Time of the Octupus d'Anatoli Koutcherena
- Direction artistique : Mark Tildesley
- Décors : Véronique Melery
- Costumes : Bina Daigeler
- Photo: Anthony Dod Mantle
- Montage : Alex Marquez
- Musique : Craig Armstrong et Adam Peters
- Production : Moritz Borman, Eric Kopeloff, Philip Schulz-Deyle et Fernando Sulichin

Producteurs associés : Janet Lee et Joshua Sussman, Jérôme Seydoux
- Sociétés de production : Endgame Entertainment, KrautPack Entertainment, Wild Bunch, Onda Entertainment et Vendian Entertainment
- Distribution : Open Road Films (États-Unis), Pathé Distribution (France)
- Budget : 40 000 000 $[2]
- Pays d'origine :  États-Unis,  Allemagne,  France
- Langue originale : anglais
- Format : couleur - 2.35:1
- Genre : thriller, drame biographique
- Durée : 134 minutes
- Dates de sortie[3] :
  - Canada : 9 septembre 2016 (festival international du film de Toronto)
  - États-Unis : 16 septembre 2016
  - Allemagne : 22 septembre 2016
  - France : 1er novembre 2016
  - Belgique : 2 novembre 2016

## Distribution
- Joseph Gordon-Levitt (VF : Gwendal Anglade ; VQ : Hugolin Chevrette-Landesque) : Edward Snowden
- Shailene Woodley (VF : Jessica Monceau ; VQ : Catherine Brunet) : Lindsay Mills
- Melissa Leo (VF : Annie Le Youdec ; VQ : Chantal Baril) : Laura Poitras
- Zachary Quinto (VF : Adrien Antoine ; VQ : François Godin) : Glenn Greenwald
- Nicolas Cage (VF : Dominique Collignon-Maurin ; VQ : Benoit Rousseau) : Hank Forrester
- Tom Wilkinson (VF : Philippe Catoire ; VQ : Denis Mercier) : Ewen MacAskill
- Rhys Ifans (VF : Jean-Michel Fête ; VQ : Sylvain Hétu) : Corbin O'Brian
- Scott Eastwood (VF : Cédric Chevalme ; VQ : Nicolas Charbonneaux-Collombet) : Trevor James
- Timothy Olyphant (VF : Anatole de Bodinat ; VQ : Patrice Dubois) : Matt Kovar
- Joely Richardson (VF : Françoise Cadol ; VQ : Valérie Gagné) : Janine Gibson
- Ben Schnetzer (VF : François Santucci ; VQ : Xavier Dolan) : Gabriel Sol
- Lakeith Stanfield (VF : Jean-Baptiste Anoumon ; VQ : Fayolle Jean Jr.) : Patrick Haynes
- Logan Marshall-Green (VF : Thibaut Lacour ; VQ : Adrien Bletton) : Catfish
- Ben Chaplin : Robert Tibbo
- Edward Snowden : lui-même (scènes finales)

- Version française
  - Société de doublage : Dubbing Brothers
  - Direction artistique : Isabelle Brannens
  - Adaptation des dialogues : Juliette Caron et Manuel Delilez

 Source et légende : version française (VF) sur RS Doublage version québécoise (VQ) sur Doublage Québec

## Production

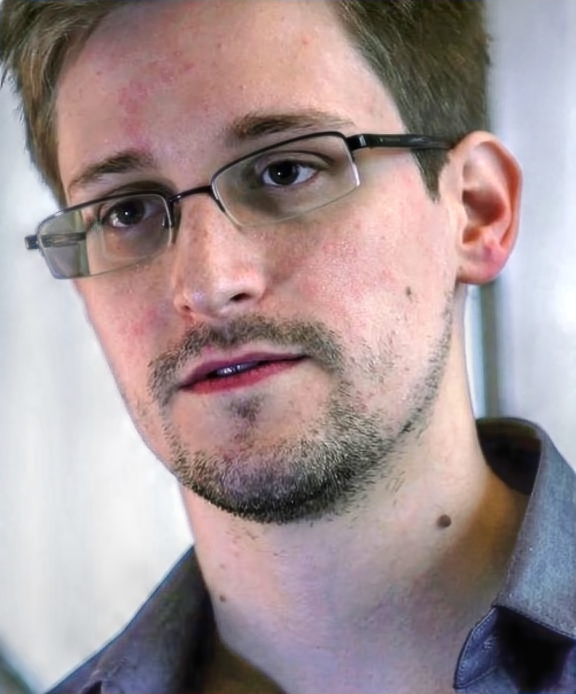
Edward Snowden lors de son interview par Glenn Greenwald et Laura Poitras, le 6 juin 2013 à Hong Kong.

### Genèse et développement
Ce projet a redonné l'envie à Oliver Stone de revenir à un cinéma politique et engagé, alors qu'il n'avait pas réussi à concrétiser un projet de film biographique sur Martin Luther King : « J'étais vraiment épuisé et je m’étais dit : plus jamais. Je ne ferai plus ce genre de films. Je ne m’approcherai plus de ces idéalistes, ces hommes de conscience. Ils me brisent le cœur ».
En 2014, le producteur Moritz Borman, collaborateur régulier d'Oliver Stone, l'informe que l'avocat russe d’Edward Snowden, Anatoli Koutcherena, a pris contact avec lui. Ce dernier a écrit un roman en partie inspiré par son expérience avec Snowden et souhaite rencontrer Stone pour en faire un film. Le réalisateur explique : « À l’époque, nous ne savions pas si nous ferions le film, on avait seulement l'idée que nous pourrions le faire à travers son histoire si nous décidions d’en faire une fiction ». Quelque temps après, Oliver Stone se rend à Moscou pour rencontrer Edward Snowden en personne.
La production acquiert également les droits du livre The Snowden Files: The Inside Story of the World's Most Wanted Man du journaliste Luke Harding.
Oliver Stone écrit le scénario de Snowden avec Kieran Fitzgerald. Oliver Stone déclare : « J'avais déjà travaillé avec lui, nous avions développé ensemble un bon script, même si le film ne s’est jamais fait. Kieran était un scénariste jeune, qui s’y connaissait en informatique et qui impressionnait Snowden. J’ai senti que cette histoire était sans doute la plus importante que j’écrirais jamais, alors j’ai dit oui. Et une semaine plus tard, j’étais à Moscou en rendez-vous avec Edward Snowden ». Il ajoute qu'il a dit : « Kieran, j'ai écrit Midnight Express en six semaines et ça m’a valu un Oscar. J’attends la même chose de toi ! »

### Attribution des rôles
| Les acteurs Joseph Gordon-Levitt, Zachary Quinto et Shailene Woodley à la première du film au Festival international du film de Toronto 2016. |  | Les acteurs Joseph Gordon-Levitt, Zachary Quinto et Shailene Woodley à la première du film au Festival international du film de Toronto 2016. |  | Les acteurs Joseph Gordon-Levitt, Zachary Quinto et Shailene Woodley à la première du film au Festival international du film de Toronto 2016. |
| Les acteurs Joseph Gordon-Levitt, Zachary Quinto et Shailene Woodley à la première du film au Festival international du film de Toronto 2016. |  | |  | |

Joseph Gordon-Levitt est confirmé dans le rôle d'Edward Snowden en novembre 2014. Shailene Woodley rejoint ensuite la distribution pour incarner Lindsay Mills, la petite amie d'Edward. Margot Robbie avait refusé le rôle, prise par un autre projet.
En février 2015, Scott Eastwood obtient le rôle d'un agent de la NSA. Melissa Leo incarne quant à elle la journaliste Laura Poitras, qui a notamment réalisé le documentaire Citizenfour sur Edward Snowden. Zachary Quinto interprète le journaliste Glenn Greenwald. Tom Wilkinson obtient le rôle d'Ewen MacAskill, correspondant pour The Guardian.
Courant février 2015, Timothy Olyphant, Rhys Ifans, Joely Richardson et Nicolas Cage rejoignent la distribution.

### Tournage
Le tournage débute le 16 février 2015.
Par peur d'interférence par la National Security Agency, Oliver Stone a décidé de tourner la majeure partie du film à l'étranger : « Nous sentions qu'il y avait un risque ici. Nous ne savions pas ce que la NSA projetait de faire, donc nous avons atterri à Munich, ça a été une belle expérience ». Il a donc lieu à Munich (notamment aux Bavaria Studios), à Hong Kong et à Moscou. Quelques scènes sont cependant tournées aux États-Unis (Hawaï, Washington, D.C.).

### Musique
La musique du film est composée par Craig Armstrong et Adam Peters.
Liste des titres
1. Adam Peters - Hotel Mira - 3:01
2. Adam Peters - Whatever Happened To Paradise? - 2:19
3. Craig Armstrong - Burden Of Truth - 2:04
4. Adam Peters - SD Cards - 2:39
5. Craig Armstrong - Hawaii Guitar Theme - 1:04
6. Adam Peters - Running Out Of Time - 2:23
7. Adam Peters - After All. Three Hops To Anyone - 2:19
8. Craig Armstrong - Happiness Montage - 1:39
9. Craig Armstrong - Ed Copies Data (Secret Downloading Variation) - 6:22
10. Adam Peters - Telling Lindsay - 3:46
11. Adam Peters - Download To Rubik - 4:32
12. Craig Armstrong - Secret Downloading (Boys Noize Remix 2) - 4:10
13. Craig Armstrong - Ed Is On TV - 2:28
14. Craig Armstrong - Snowden Moscow Variation - 3:39

On retrouve par ailleurs dans le film des chansons absentes de l'album, notamment The Veil de Peter Gabriel, écrite spécialement pour le film,.

## Sortie

### Critique

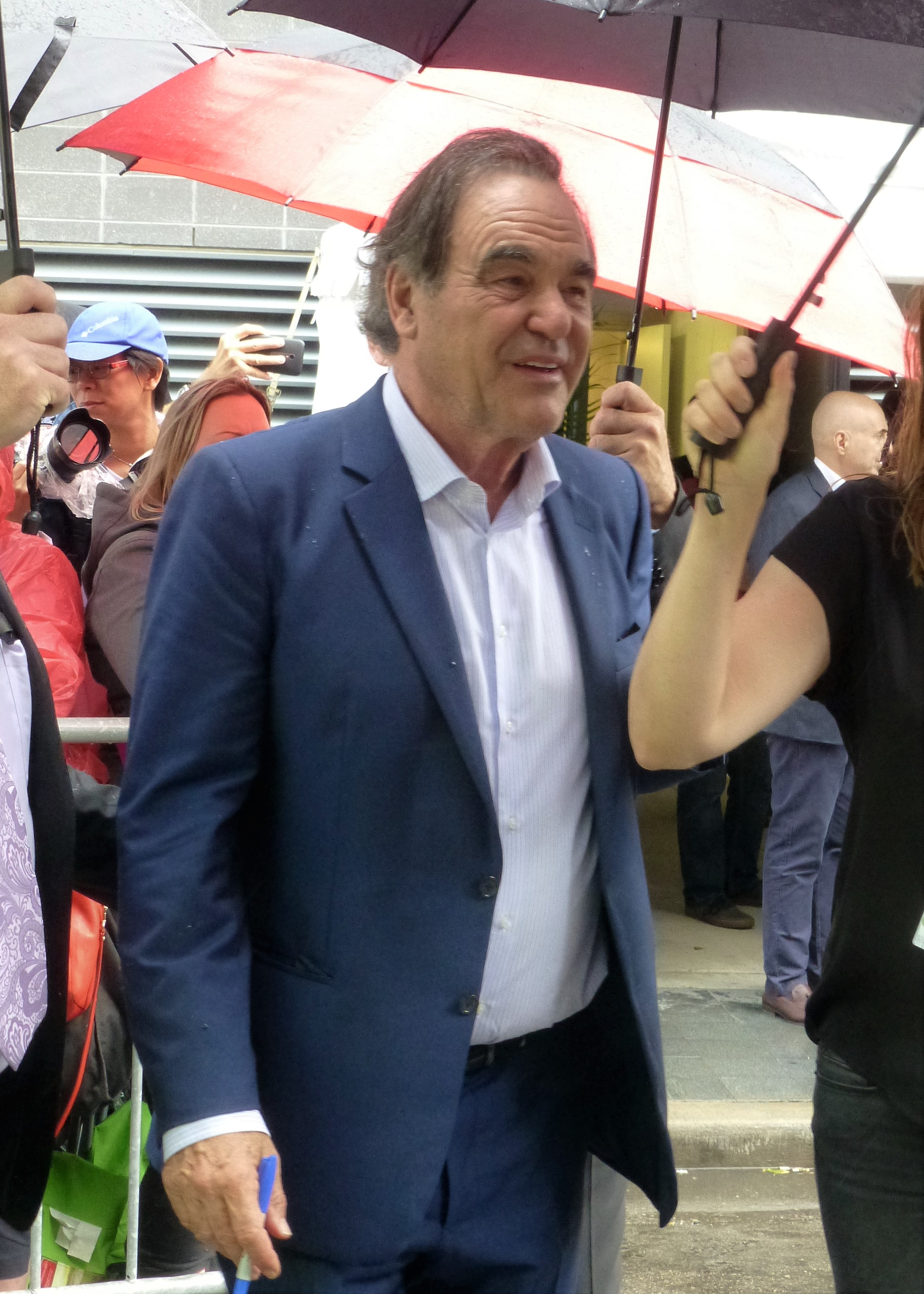
Le réalisateur Oliver Stone, également à la première du film au TIFF 2016.

Aux États-Unis, le film reçoit des critiques plutôt positives. Sur l'agrégateur Rotten Tomatoes, il obtient 63 % d'opinions favorables, pour 178 critiques. Sur Metacritic, Snowden décroche une moyenne de 58/100 pour 41 critiques.
En France, Snowden obtient une note moyenne de 3,4/5 sur le site Allociné, qui recense 30 titres de presse. Du côté des avis positifs, Chloé Rolland écrit dans Les Fiches du cinéma : « Sorte de film-Wikipédia du plus grand scandale de surveillance du monde moderne, Snowden a l'efficacité d’un didactisme limpide. Associé au documentaire Citizenfour, ce biopic “heroic-historique” déroule un parfait scénario pour film d’espionnage ». Caroline Vié de 20 Minutes pense que « le réalisateur de JFK (1991) et W (2008) signe un biopic passionnant du donneur d’alerte qui a révélé au public les détails des programmes de surveillance de la NSA (National Security Agency) ». Dans Cinemateaser, on peut notamment lire : « Oliver Stone sans nuance, plein de mauvais goût et donneur de leçons pour un film où convergent de vrais partis pris de mise en scène, de bons acteurs et une histoire d'héroïsme ». Frédéric Foubert du magazine Première décrit quant à lui le film comme un « thriller efficace où Oliver Stone retrouve son mordant ». Dans Le Parisien, Renaud Baronian remarque que « Stone a choisi de s'intéresser à l'homme, tiraillé en permanence » et souligne la performance de Joseph Gordon-Levitt qui « fait une très forte impression ». Sophie Benamon de Studio Ciné Live associe le film à « du cinéma engagé qui pose les bonnes questions ».
Le film suscite également des avis plus nuancés ou négatifs. Didier Péron de Libération regrette que le film « n'essaie jamais de déconstruire le personnage ou de chercher autre chose qu’à être son porte-parole le plus obéissant [...] c’est curieux de la part d’un cinéaste qui entend ne jamais s’en laisser conter ». Joachim Lepastier des Cahiers du cinéma rapporte que « les bouleversements politiques contemporains auront toujours plus d’imagination qu’Oliver Stone ». Dans Le Monde, Thomas Sotinel déplore que le film « ne trouve jamais le juste rythme, la dimension qui conviendrait à son insaisissable héros ». Jean Serroy du Dauphiné libéré écrit notamment « Toujours à l’affût d’une juste et grande cause à défendre, Oliver Stone a manifestement trouvé avec Edward Snowden son héros : mais son film pâtit de l’absence d’une vraie progression dramatique et apparaît plus bavard que profond ». Dans Télérama, Frédéric Strauss regrette que, « en se focalisant sur la vie privée du lanceur d'alerte, Oliver Stone passe à côté de ce qu'il voudrait dénoncer : le pouvoir de la NSA (National Security Agency), capable de mettre sur écoute le premier quidam venu ou Angela Merkel ». Christophe Carrière de L'Express remarque qu'Oliver Stone « oublie de faire monter la tension et se limite à un exposé des faits, certes édifiant, mais bien moins passionnant que le documentaire de Laura Poitras sur le même sujet, Citizenfour (oscar en 2015) ».

### Box-office
| Pays ou région    | Box-office      | Date d'arrêt du box-office | Nombre de semaines |
| ----------------- | --------------- | -------------------------- | ------------------ |
| États-Unis Canada | 21 587 519 $    | 17 novembre 2016           | 9                  |
| France            | 481 591 entrées | 23 novembre 2016           | 5                  |
| Mondial           | 34 308 695 $    | -                          | -                  |

## Distinctions
Source : Internet Movie Database

### Récompenses
- Camerimage 2016 : Grenouille de bronze pour Anthony Dod Mantle
- Satellite Awards 2017 : meilleur scénario adapté pour Kieran Fitzgerald et Oliver Stone

### Nominations
- Washington D.C. Area Film Critics Association Awards 2016 : meilleure Représentation de Washington D. C.
- Women Film Critics Circle Awards 2016 : meilleur image de l'homme dans un film, meilleur couple à l'écran
- Satellite Awards 2017 : meilleur acteur pour Joseph Gordon-Levitt